# Greatest Hits III (Queen)
Greatest Hits III je kompilacijski album britanskog rock sastava "Queen". Objavljen je 8. studenog 1999. godine. Na albumu se nalazi 17 pjesama uključujući hitove sastava, samostalne projekte članova i suradnju s drugim glazbenicima.

## Popis pjesama
1. "The Show Must Go On" (Verzija uživo s Eltonom Johnom) (May - Mercury) - 4:35
2. "Under Pressure" (Rah Mix) (s Davidom Bowijem) – (Mercury - May - Taylor - Deacon - Bowie) - 4:08
3. "Barcelona" (Mercury - Moran) - 4:25
4. "Too Much Love Will Kill You" (May - Musker - Lamers) - 4:18
5. "Somebody to Love" (Verzija uživo s Georgom Michaelom) (Mercury) - 5:07
6. "You Don't Fool Me" (Mercury - Taylor) - 5:22
7. "Heaven for Everyone" (Taylor) - 5:36
8. "Las Palabras de Amor" (May) - 4:29
9. "Driven by You" (May) - 4:09
10. "Living on My Own" (remiksirana verzija Juliana Raymonda) (Mercury) - 3:37
11. "Let Me Live" (Queen) - 4:45
12. "The Great Pretender" (Buck Ram) - 3:26
13. "Princes of the Universe" (Mercury) - 3:31
14. "Another One Bites the Dust" (Remiks Wyclefa Jeana) (Deacon) - 4:20
15. "No-One but You (Only the Good Die Young)" (May) - 4.11
16. "These Are the Days of Our Lives" (Taylor) - 4:22
17. "Thank God It's Christmas" (May - Taylor) - 4:19

## Pjesme
1. The Show Must Go On (Mercury - May) - (Vokal Elton John). Ova verzija pjesme je snimljena uživo 1997. godine u Parizu, na premijeri baleta "Ballet for Life", što je posljednji zajednički nastup preostalih triju članova sastava "Queen". Originalna verzija pjesme objavljena je kao singl, i na albumu "Innuendo" iz 1991. godine.
2. Under Pressure (Rah Mix) (Mercury - May - Taylor - Deacon - Bowie) - Suradnja sastava s Davidom Bowijem. Originalna pjesma je objavljena 1981. godine na albumu "Hot Space". 1991. godine objavljena je na kompilaciji "Greatest Hits II", kao iako je objavljena i na nekim izdanjima kompilacije "Greatest Hits" iz 1981. godine.
3. Barcelona (Mercury) - Suradnja Freddija Mercuryja s opernom divom sopranisticom Montserrat Caballé. Pjesma je objavljena na istoimenom albumu iz 1987. godine. Izvedena je na otvorenju XXV. Olimpijskih igara 1992. godine u Barceloni.
4. Too Much Love Will Kill You (Brian May - Frank Musker - Elizabeth Lamers) - Objavljena je 1995. godine na albumu "Made in Heaven".
5. Somebody to Love (Mercury) - Vokal George Michael. Snimljena uživo 1992. godine na Freddie Mercury Tribute Koncertu. Michael je objavio kao maksi - singl, te se njime popeo na vrh top ljestvice singlova u UK-u.
6. You Don't Fool Me (Mercury - Taylor) - Objavljena je 1995. godine na albumu "Made in Heaven".
7. Heaven for Everyone (Taylor) - Originalna verzija pjesme (također s Mercuryjevim vokalima) objavljena je 1988. godine na abumu "Shove It" Taylorovog sastava "The Cross". Obrada sastava "Queen" objavljena je 1995. godine na albumu "Made in Heaven".
8. Las Palabras de Amor (May) - Objavljena 1981. godine na albumu "Hot Space".
9. Driven by You (May) - Objavljena 1991. godine kao singl s Mayovog samostalnog albuma "Back to the Light". Pjesma se pojavila u reklami za automobile marke "Ford".
10. Living on My Own (Mercury) - Originalna verzija pjesme objavljena je 29. travnja 1985. godine na Mercuryjevom samostalnom albumu "Mr. Bad Guy". 1993. godine remiksirana verzija popela se na 1. mjesto top ljestvica.
11. Let Me Live (Mercury - May - Taylor - Deacon) - Objavljena je 1995. godine na albumu "Made in Heaven".
12. The Great Pretender (Buck Ram) - Pjesma sastava "The Platters" u izvedbi Freddija Mercuryja kojom se popeo na 4. mjesto top ljestvice singlova u UK. Mercury je oduvijek želio obraditi ovu pjesmu zajedno sa sastavom, ali sastav nije pristao stoga što nikad nisu snimili niti jedan studijski materijal nekog drugog autora. Kao prateći vokal pojavljuje se Roger Taylor. Ova verzija pjesme je 1992. objavljena na kompilaciji "The Freddie Mercury Album".
13. Princes of the Universe (Mercury) - Pjesma je objavljena 1986. godine na albumu "A Kind of Magic". Pjesma se pojavljuje u filmu i TV seriji "Highlander". Trebala je biti objavljena na kompilaciji "Greatest Hits II", ali je izbačena s popisa zbog nedostatka prostora na albumu.
14. Another One Bites the Dust (Deacon) - Izvode "Queen" i Wyclef Jean. Pjesma se pojavljuje u filmu "Small Soldiers". Originalna verzija pjesme objavljena je 1980. godine na albumu "The Game" i na kompilaciji "Greatest Hits" iz 1981. godine.
15. No-One but You (Only the Good Die Young) (May) - Jedini studijski uradak preostalih triju članova sastava. Objavljena je 1997. godine na kompilaciji "Queen Rocks".
16. These Are the Days of Our Lives (Taylor) - Pjesma je objavljena 1991. godine na albumu "Innuendo". Posljednje pojavljivanje Mercuryja pred kamerama za potrebe snimanja spota u kojem se oprašta od publike.

Bonus
1. Thank God It's Christmas (May - Taylor) - Nije objavljena niti na jednom albumu već kao božićno / novogodišnji singl 1984. godine.

## Top ljestvica
| Država                     | Top ljestvica | Top ljestvica | Prodaja      | Prodaja |
|                            | Pozicija      | Tjedni        | Certifikat   | Prodaja |
| -------------------------- | ------------- | ------------- | ------------ | ------- |
| Austrija                   | 2             | 15            | Zlatni       |         |
| Italija                    | 2             |               |              | 200.000 |
| Švicarska                  | 4             | 14            | Zlazni       |         |
| Njemačka                   | 5             |               | Zlatni       | 300.000 |
| Norveška                   | 5             | 16            |              |         |
| Velika Britanija           | 5             |               | Platinasti   | 400.000 |
| Nizozemska                 | 8             | 28            | Platinasti   | 100.000 |
| Švedska                    | 19            | 12            |              |         |
| Novi Zeland                | 24            | 5             |              |         |
| Japan                      | 25            | 5             |              |         |
| Finska                     | 35            | 3             |              |         |
| Argentina                  | 1             |               | 2xPlatinasti | 150.000 |
| Sjedinjene Američke Države | –             |               | –            |         |

## Vanjske poveznice
- Discogs.com - Queen - Greatest Hits III